# Myzobdella
Myzobdella — рід п'явок підродини Platybellinae родини Риб'ячі п'явки ряду Хоботні п'явки (Rhynchobdellida). Має 2 види.

## Опис
Ця п'явка ще недостатньо досліджена. Загальна довжина представників роду Myzobdella коливається від 1 до 1,5 см. Має 2 присоски, з яких передня в декілька разів більша за задню. Тулуб витягнутий, дещо циліндричний, гладкий. Кільця чітко розділені.
Забарвлення коливається від світло-коричневого, навіть жовтуватого, до темно-коричневого.

## Спосіб життя
Воліють переважно до солонкуватої або солоної води, проте зустрічається й в прісних річках. Часто зустрічаються у відповідних озерах та ставках, а також у морі. Активний хижак, що живиться кров'ю черепах, ракоподібних, частково риб.
Є носіями бактерії Flavobacterium psychrophilum і вірусу Вірусна геморагічна септицемія, що вражає риб.

## Розповсюдження
Природним середовищем є Мексиканська затока, Крім того, в виявлені у солоних і прісних водоймах штатів Вірджинія, Пенсільванія, Північна і Південна Кароліна (США), Мічоакан (Мексика).
Є інвазійними видами. При перевезенні черепах та крабів потрапили до гавайських островів, південної Франції та південної Італії.

## Види
- Myzobdella lugubris
- Myzobdella patzcuarensis